# James Darcy Freeman
James Darcy Freeman (Sydney, 19 november 1907 – aldaar, 16 maart 1991) was een Australische kardinaal-priester en aartsbisschop van Sydney binnen de Rooms-Katholieke Kerk.

## Biografie
Freeman was leerling aan het Sisters of Charity college te Elizabeth Bay, een katholieke school, en aan de middelbare school van de Broeders van de Christelijke Scholen aan het St Mary's Cathedral College te Sydney. Hij verwierf speciale toestemming van Rome om reeds op 22-jarige leeftijd priester te worden en studeerde aan de seminaries van het St Columba's College te Springwood en het St Patrick's College te Manly.  Hij werd op 13 juli 1930 priester gewijd door aartsbisschop Bartolomeo Cattaneo. 
Freeman diende vervolgens als assistent-priester te Grafton, Murwillumbah, Strathfield, Mosman en St Mary's Cathedral. Vervolgens werd hij privé-secretaris van de kardinaal-aartsbisschop en kapelaan aan het Broeders van de Christelijke Scholen College van St Patrick's College, te Strathfield. Hij werkte verder als administrator voor de parochie Haymarket en pastoor van Stanmore.
Op 9 december 1956 werd hij aangesteld als titulair bisschop van Hermopolis en hulpbisschop van Sydney. Op 24 januari 1957 werd hij tot bisschop gewijd door kardinaal Norman Thomas Gilroy. Op 18 oktober 1968 werd hij bisschop van Armidale.  
Op 9 juli 1971 werd hij aangesteld als aartsbisschop van Sydney. Op het consistorie van 5 maart 1973 werd hij kardinaal-priester gecreëerd door paus Paulus VI. Zijn titelkerk in Rome is de Santa Maria Regina Pacis in Ostia mare. In 1977 werd hij benoemd tot ridder-commandeur van de Orde van het Britse Rijk.
Op 12 februari 1983 trad Freeman terug als aartsbisschop van Sydney. Hij overleed op 16 maart 1991 in het Saint Vincent's ziekenhuis te Sydney en ligt begraven in de crypte van de St Mary's Cathedral.   